# Larhodius calcaratus
Larhodius calcaratus är en skalbaggsart som beskrevs av Emile Janssens 1934. Larhodius calcaratus ingår i släktet Larhodius och familjen bladhorningar. Inga underarter finns listade i Catalogue of Life.